# Žebratka
Žebratka (Hottonia) je rod rostlin z čeledi prvosenkovité. Jsou to vodní byliny kořenící ve dně. Listy jsou ponořené, členěné v čárkovité úkrojky. Květy jsou pětičetné, v květenství složeném z přeslenů květů. Rod zahrnuje pouze 2 druhy a je rozšířen v Evropě, západní Asii a Severní Americe. Žebratka bahenní se vzácně vyskytuje i v České republice.

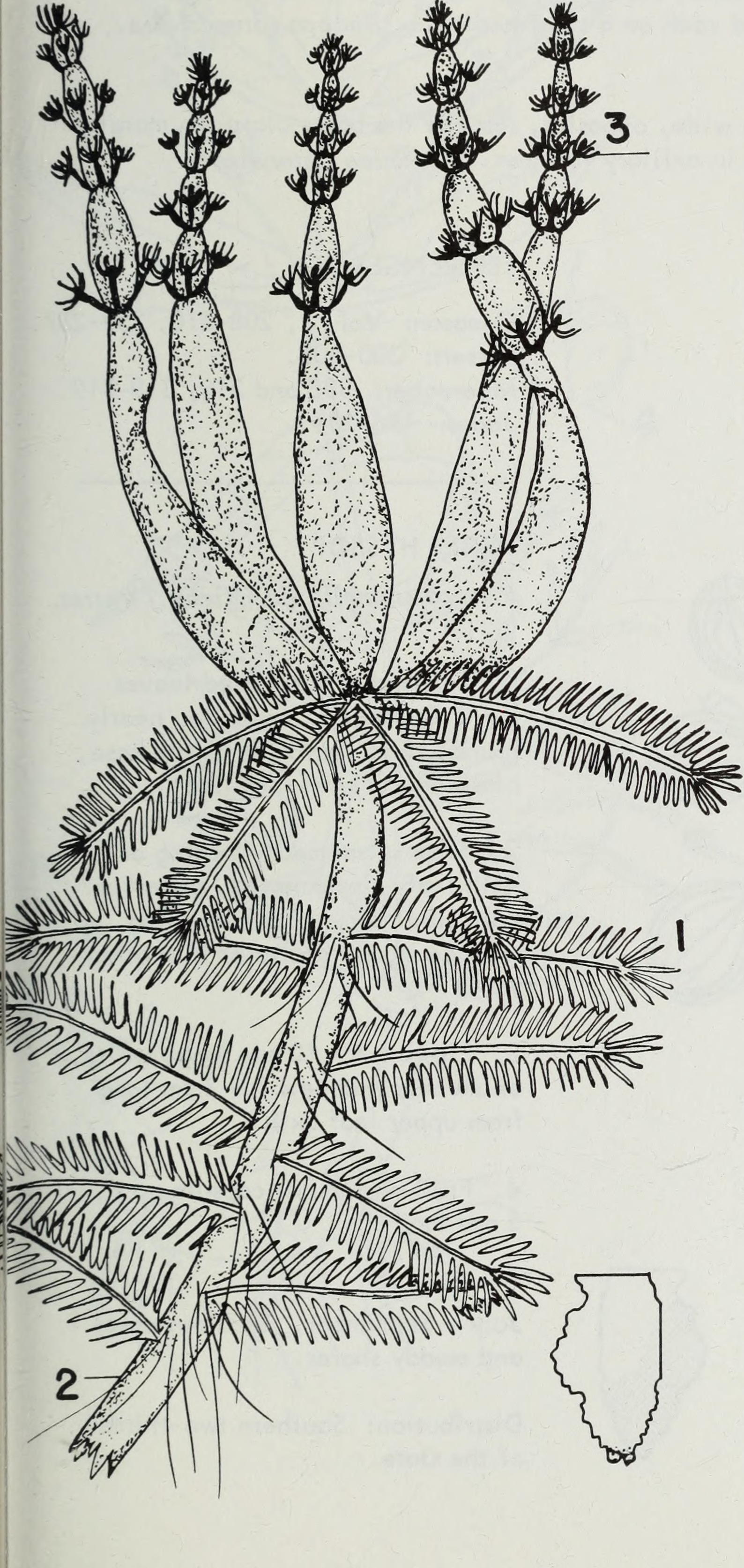
Kresba žebratky nadmuté

## Popis
Žebratky jsou jednoleté nebo vytrvalé vodní byliny. Lodyha je z velké části ponořená, přímá nebo vystoupavá. Žebratka nadmutá má lodyhu nápadně nafouklou. Listy jsou ponořené až plovoucí, střídavé, vstřícné nebo přeslenité, 1x až 2x zpeřeně členěné v nitkovité nebo čárkovité úkrojky, řapíkaté.
Květenství je několikapatrové, skládající se z několika přeslenů květů, interpretovaných jako přisedlé okolíky.
Květy jsou pětičetné, pravidelné. Kalich je zelený, s laloky delšími než kališní trubka. Koruna je bílá, žlutá nebo fialová, trubkovitá až nálevkovitá. Tyčinky mají krátké nitky a nevyčnívají z květů. Semeník je srostlý z 5 plodolistů a nese nitkovitou čnělku. Plodem je kulovitá tobolka pukající 5 chlopněmi a obsahující mnoho drobných semen.

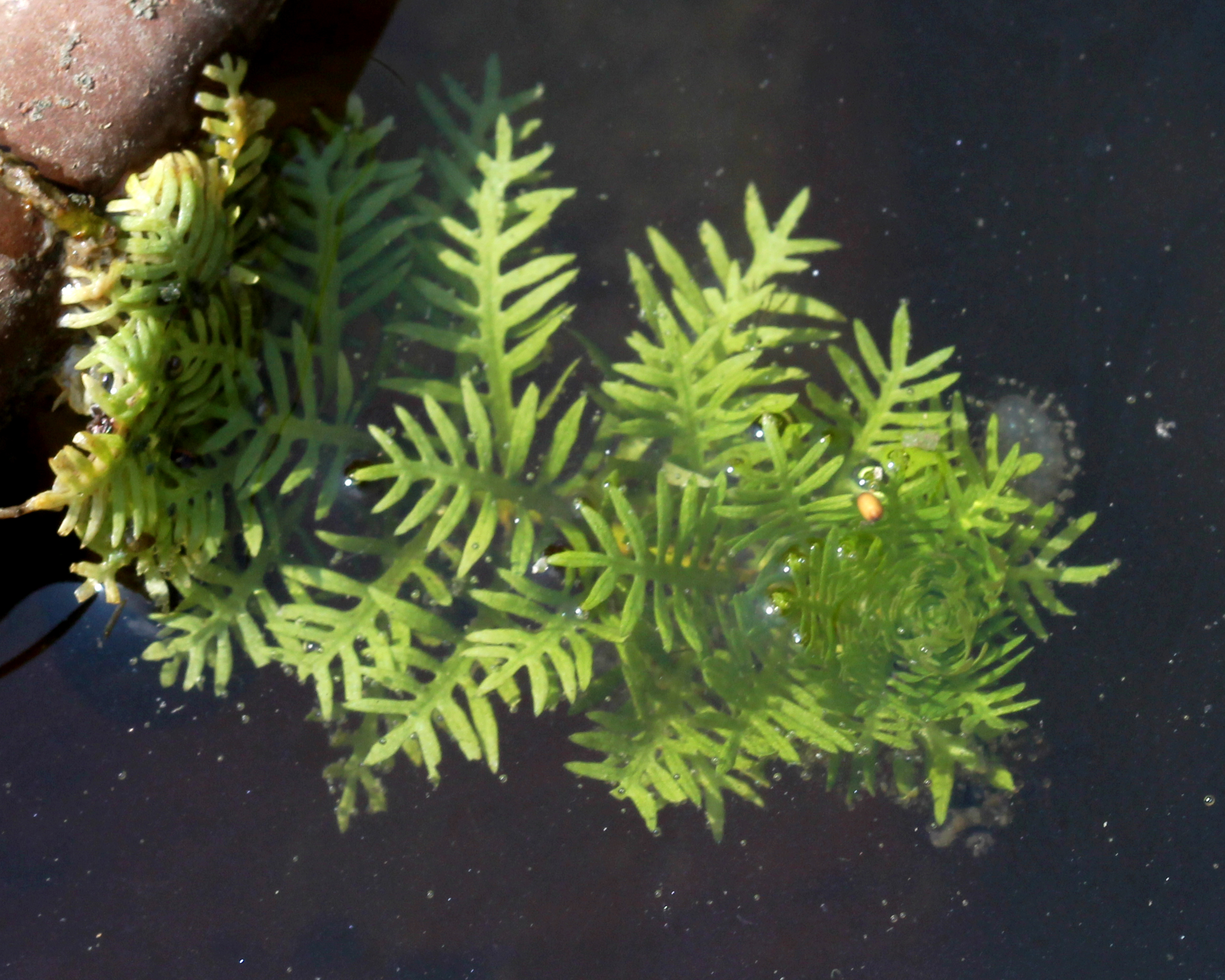
Listy žebratky bahenní
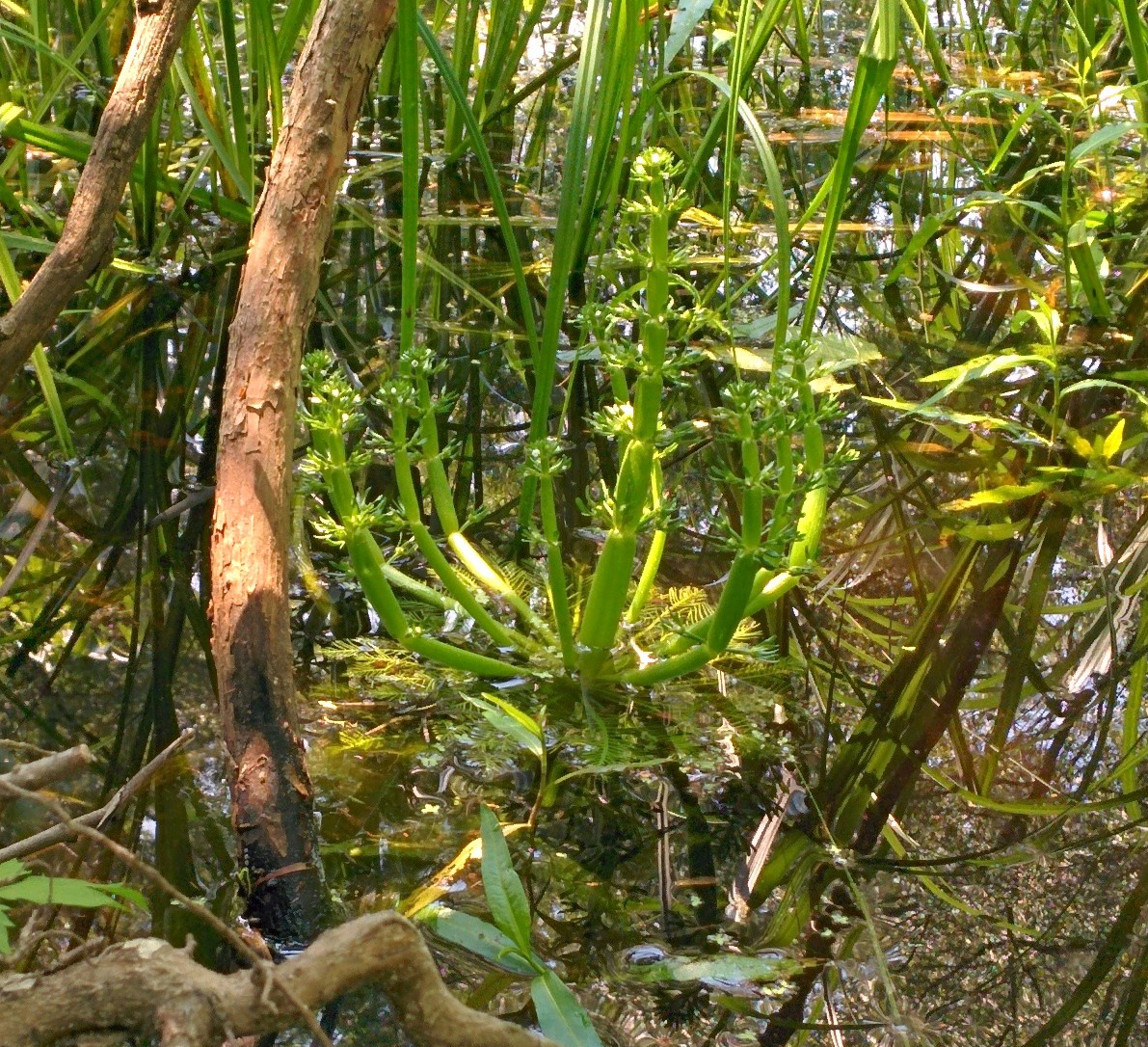
Žebratka nadmutá
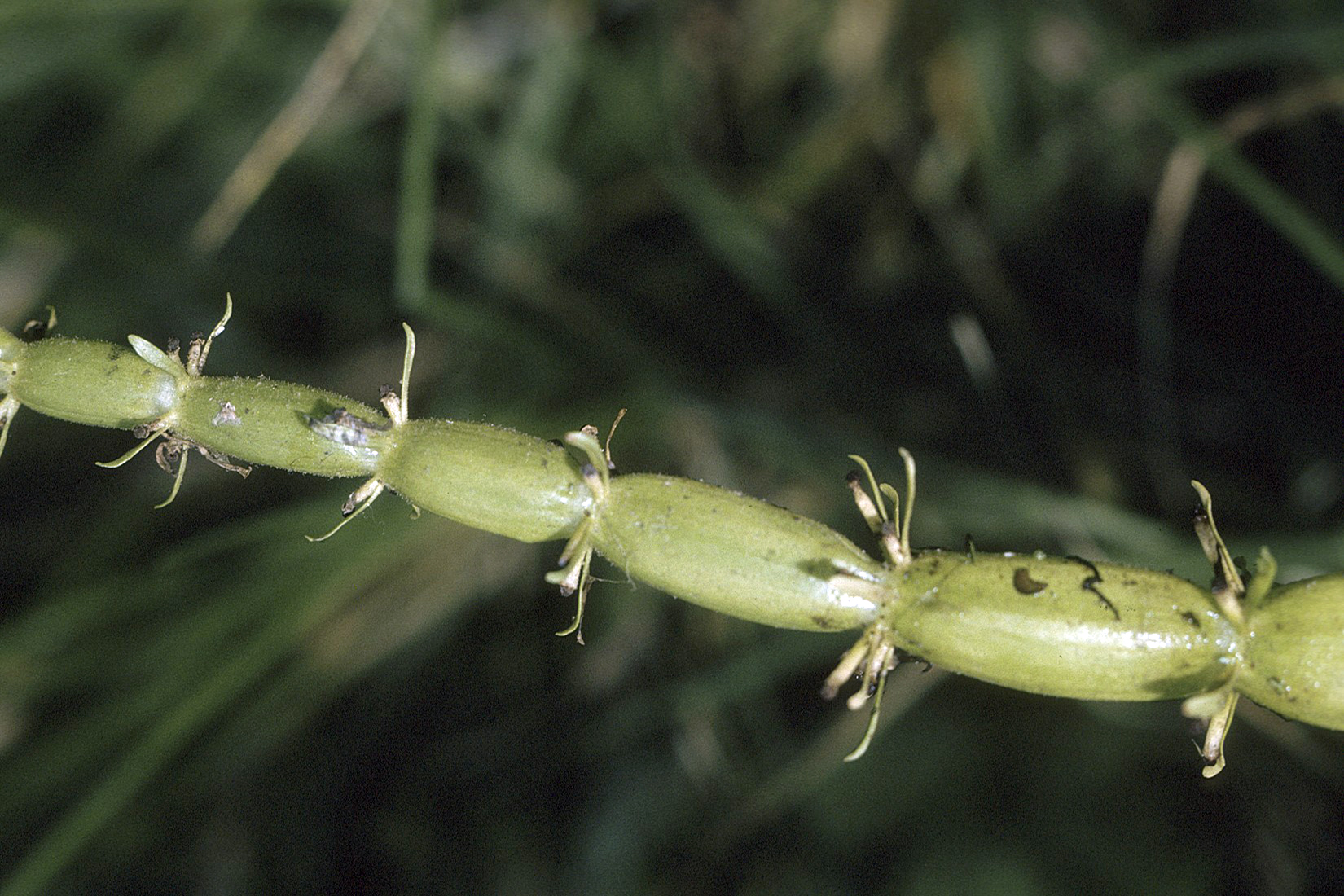
Lodyha žebratky nadmuté
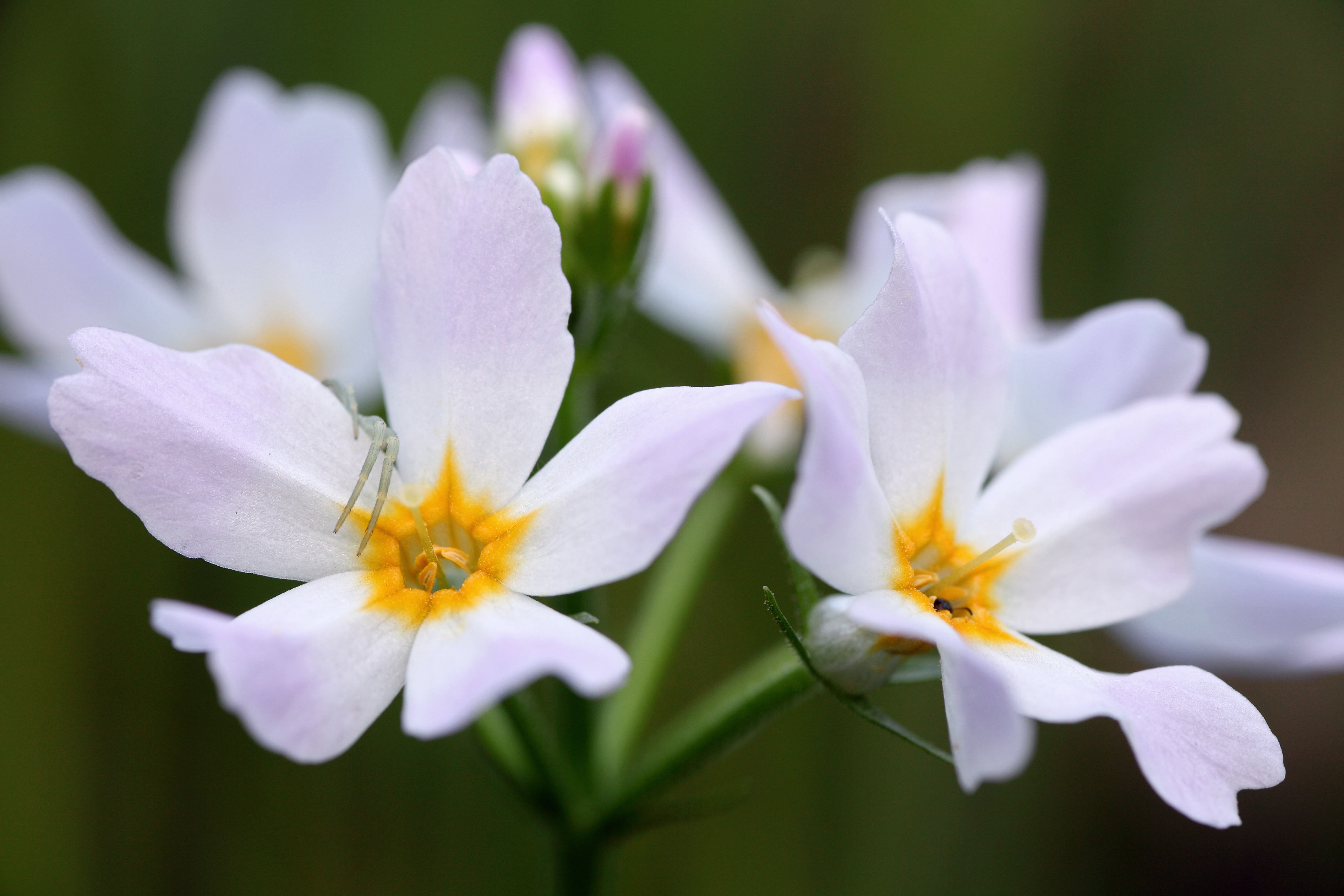
Květy žebratky bahenní

## Rozšíření
Rod obsahuje pouze 2 druhy. Žebratka bahenní (Hottonia palustris) roste téměř v celé Evropě od Francie a Skotska po východní Evropu a zasahuje i na západní Sibiř a Malé Asie. Žebratka nadmutá (H. inflata) roste ve východní polovině Severní Ameriky od Texasu po Maine a také na kanadském Ostrově prince Edwarda.
Žebratka bahenní se v České republice vzácně vyskytuje v nižších polohách. Tento druh je zařazen na seznamu chráněných rostlin České republiky v kategorii C3 (ohrožené druhy).

## Zástupci
- žebratka bahenní (Hottonia palustris)
- žebratka nadmutá (Hottonia inflata)

## Význam
Oba druhy jsou občas pěstovány jako akvarijní rostliny nebo v paludáriích.